# 邓南街道
邓南街道是中华人民共和国湖北省武汉市汉南区的一个街道。面积80.51平方千米，人口19406人。

## 历史沿革
邓南街道原属汉阳县合成乡，1955年为汉阳县邓南区公所驻地。1975年为邓南区为邓南公社，1977年由汉南农场管理局代管，1984年设邓南乡，1986年，撤销邓南乡，设立邓家口镇（后改为邓南镇）。2006年撤销邓南镇，设立邓南街道。

## 名胜古迹
- 金竹岭遗址